# Alicia Fox

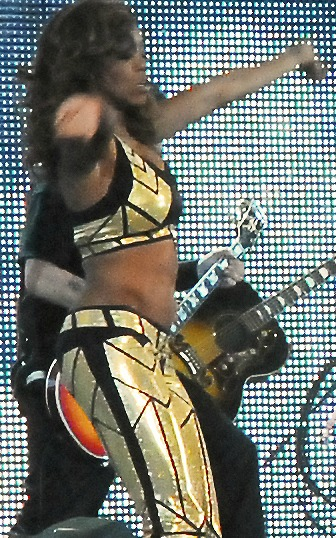
Alicia Fox v dubnu 2009

Victoria Elizabeth Crawford (* 30. června 1986) je americká modelka a profesionální wrestlerka známá pod pseudonymem Alicia Fox. Nejvíce je známá pro své působení ve WWE.
Před tím než se stala wrestlerkou, pracovala jako modelka. S WWE podepsala smlouvu v roce 2006 a debutovala v červenci v Ohio Valley Wrestling (OVW), vývojovém středisku WWE. 20. října téhož roku se stala OVW ženskou šampionkou, následující den ale titul ztratila. Další rok byla přesunuta do Florida Championship Wrestling (FCW), dalšího vývojového střediska, kde vystupovala pravidelně až do roku 2009.
Ve SmackDownu debutovala v červnu 2008 pod jménem Alicia Fox s gimmickem svatební plánovačky. V listopadu byla přestěhována do ECW kde byla manažerkou DJ Gabriela. V rámci příběhu se vrátila zpátky do SmackDownu. Po zbytek roku 2009 se snažila získat Divas championship, vždy ale neúspěšně. Když se v květnu 2010 stala manažerkou Zacka Rydera, podařilo se jí poprvé stát Divas šampionkou. Fox držela titul do 15. srpna. Koncem roku 2010 se objevila jako "Pro" na třetí sezónu show NXT pro rookie Maxine. Do SmackDownu se vrátila v dubnu 2011.

## Osobní život
Má mladší sestru Christinu. Předtím než se stala profesionální wrestlerkou, byla modelkou a s WWE podepsala smlouvu poté, co ji John Laurinaitis viděl v módním katalogu.

## Ve Wrestlingu
Zakončovací chvaty
- Watch Yo' Face
- Foxy Bomb (2010)
- Officer Nasty (2011 - 2013)
- Foxy Buster (2014 - 2015)

Byla manažerkou
- Elijah Burke
- DJ Gabriel
- Michelle McCool
- Zack Ryder Alicia v zápase proti Melině

Theme song
- "Shake yo Tail" od Jim Johnston

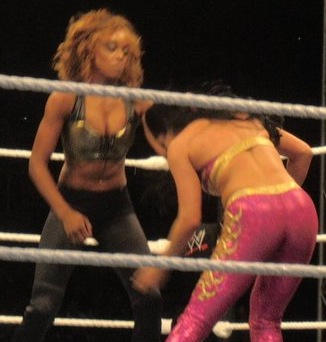
Alicia v zápase proti Melině

- "Pa-Pa-Pa-Pa-Party" od Jim Johnston